# Nizivka (Crimea)
|  | Per a altres significats, vegeu «Nizovka». |

Nizivka (en ucraïnès: Низівка, rus: Низовка, Nizovka) és un poble (un possiólok) de la República Autònoma de Crimea a Ucraïna, que el 2014 tenia 78 habitants. Pertany al districte de Txornomórske. Fins al 1948 la vila es deia Djamal.